# Taggrub
Taggrub ist ein Gemeindeteil der Stadt Dorfen im oberbayerischen Landkreis Erding.

## Lage
Die Einöde Taggrub liegt in der Luftlinie 4,5 Kilometer nördlich von Dorfen. 

## Bevölkerungsentwicklung
Um 1871 gab es in Taggrub 21 Einwohner. Im Mai 1987 lebten dort sechs Einwohner in einem Wohngebäude.
| Jahr      | 1871 | 1925 | 1950 | 1970 | 1987 |
| Einwohner | 21   | 8    | 8    | 6    | 6    |